# Sociedad Deportiva Indautxu
La Sociedad Deportiva Indautxu és un històric club esportiu bilbaí de futbol fundat el 1924 al barri d'Indautxu.

## Història
El primer Indautxu va desenvolupar a més del futbol seccions esportives de boxa, natació i hoquei herba. Desaparegué l'any 1929.
Acabada la Guerra Civil, l'Indautxu reapareix l'any 1940 lligat al col·legi bilbaí del mateix nom, així com als de les congregacions religiosos dels jesuites i els lluïsos.
La temporada 1943-44 aconsegueix l'ascens a Tercera Divisió i cap a finals dels anys cinquanta juga a la Segona Divisió. Va ser en la temporada 1958-59 quan l'equip va aconseguir la millor classificació de tota la seva història (tercer després del Valladolid i el Sabadell).
Posteriorment però, el club es reestructurà i començà la davallada. La temporada 1966-67 va retornar a Tercera i als inicis dels anys setanta va començar a enterrar-se en categories regionals.

## Palmarès
- Campionat d'Espanya d'Aficionats: 
  - 1945[1]